# 何正国
何正国（1969年—），中华人民共和国教育部长江学者特聘教授，广西大学生命科学与技术学院教授，主要从事病原微生物学与细菌耐药调控研究。

## 生平
何正国毕业于中国科学院，2019年6月起任广西大学全职教授。

## 荣誉
- 中国国家"万人计划"科技创新领军人才
- 中国教育部长江学者特聘教授